# Primula sessilis
Primula sessilis är en viveväxtart som beskrevs av John Forbes Royle och William Grant Craib. Primula sessilis ingår i släktet vivor, och familjen viveväxter. Inga underarter finns listade i Catalogue of Life.